# Violino sopranino
Il violino sopranino è uno strumento musicale ad arco della nuova famiglia del violino. Ha dimensioni simili ad un violino da ¼ ed è accordato per quinte, un'ottava sopra il violino standard. Il violino sopranino è lo strumento più acuto della sua famiglia. Uno strumento analogo è citato nel secondo volume (De Organographia, 1618) del trattato Syntagma Musicum di Michael Praetorius, che però ha solo tre corde e non quattro (manca il mi).
In proporzione rispetto al violino, ha tavola armonica e fondo più sottili, fori delle effe più grandi e presenta dei piccoli fori nelle fasce che servono per intonare correttamente la frequenza di risonanza dello strumento. Il cantino (accordato a 1320 Hz) è solitamente realizzato con acciai speciali che hanno una resistenza a trazione doppia rispetto al normale acciaio per corde, in quanto deve resistere a una notevole tensione e deve avere allo stesso tempo un calibro particolarmente sottile.
Lo strumento ha un suono brillante, che gli permette di spiccare al di sopra degli altri strumenti (analogamente all'ottavino nelle orchestre sinfoniche). Le dimensioni ridotte permettono di effettuare tremoli su intervalli ampi fino all'ottava, bicordi fino ad intervalli di dodicesima e salti melodici notevoli con movimenti relativamente ridotti.